# Proterorhinus marmoratus
Главоч цевонос или мраморасти главоч (лат. Proterorhinus marmoratus) је риба патуљастог раста, врста из фамилије Gobiidae. Љубитељ је стајаћица и мртваја. Лако је препознатљив по ноздрвама које формирају цевке и дужином премашују горњу вилицу.

## Опис
Риба до 12.7 cm дужине. Карлична пераја су срасла, а поседује и дугачке антериорне ноздрве.

## Распрострањење
Изворно подручје обухвата реке и естуаре Црног мора и северно Егејско море. Интродукована је у Велика Језера САД преко баластних вода. 
Населила се у Дунаву, присутна до Беча. Проглашена је за инвазивну врсту 1970их година. Данас се може наћи узводно чак на југу Немачке.

## Биологија
Насељава споротекуће или стајаће воде. Преферира густу вегетацију или камење. Често се налази у мочварама или језерима. Мрести се први пут са 1-2 године, често једном у сезони од aприла до aвгуста. Женке се могу мрестити више од једанпут у сезони, а мужјаци чувају јаја која се лежу у пукотинама. Јувенилна форма је бентосна.